# Югославські війни
Югославські війни або Війна в Югославії  — низка збройних конфліктів, що відбувалися на території колишніх республік Югославії у період між 1991 та 2001 роками і були проявом дезінтеграційних процесів в державі, що полягали у прагненні народів Югославії здобути свою державну незалежність та у прагненні переважно сербських сил не допустити цього. Завершились війни утворенням нових незалежних держав.
Югославські війни головним чином відбувались між сербами, які прагнули зберегти Югославську державу, та народами, що добивались незалежності від неї — хорватами, боснійцями, словенцями та албанцями, а також між хорватами і боснійцями у Боснії і Герцеговині, македонцями та албанцями в Північній Македонії. Війни відбувались на території усіх шести колишніх республік Югославії і призвели до перетворення їх на незалежні держави. Безпосереднім результатом конфлікту стало проголошення сьомої незалежної держави Косово. Югославські війни стали одним з наймасштабніших збройних конфліктів XX століття, вони супроводжувались значними руйнуваннями, великими людськими жертвами та великою кількістю скоєних військових злочинів.
Югославські війни можна розділити на дві основні групи:
- Війни під час розпаду Югославії:

1. Війна Словенії за незалежність (1991) (Десятиденна війна)
2. Війна Хорватії за незалежність (1991—1995) (хорв. Domovinski rat, Вітчизняна війна)
3. Боснійська війна (1992—1995)
- Операція НАТО в Боснії та Герцеговині (1995)

- Конфлікти в регіонах населених албанцями:

1. Війна в Косові (1998—1999)
- Операція НАТО в Югославії (1999)

2. Конфлікт у Південній Сербії (2000—2001)
3. Конфлікт у Македонії (2001)

## Причини та історичні передумови конфлікту
В XIX ст. сербську інтелігенцію почали охоплювати ультранаціоналістичні шовіністичні ідеї Великої Сербії. Найрадикальніші ідеологи подібних концепцій — Мілош Мілоєвич, Стоян Новакович та деякі інші стверджували, що майже всі слов'янські народи Балканського півострова є сербами, які з тих чи інших причин віддалилися від «єдиного» сербського народу. До сербів зараховувались не лише боснійці та хорвати, які мають мови наближені до сербської (а в комуністичній Югославії їх взагалі вважали однією мовою і називали сербохорватською або хорватосербською), а й словенці, македонці та навіть болгари. Стверджувалось, що деякі з цих народів це серби, які зазнали іноземного впливу і «покатоличились» (як хорвати та словенці) або прийняли мусульманство (як боснійці). Деякі інші народи (наприклад болгари та македонці) є наслідком історичного розділення з «єдиним» сербським народом. В різні часи доктрина Великої Сербії ставала чи не головним напрямком державної політики Югославії. 

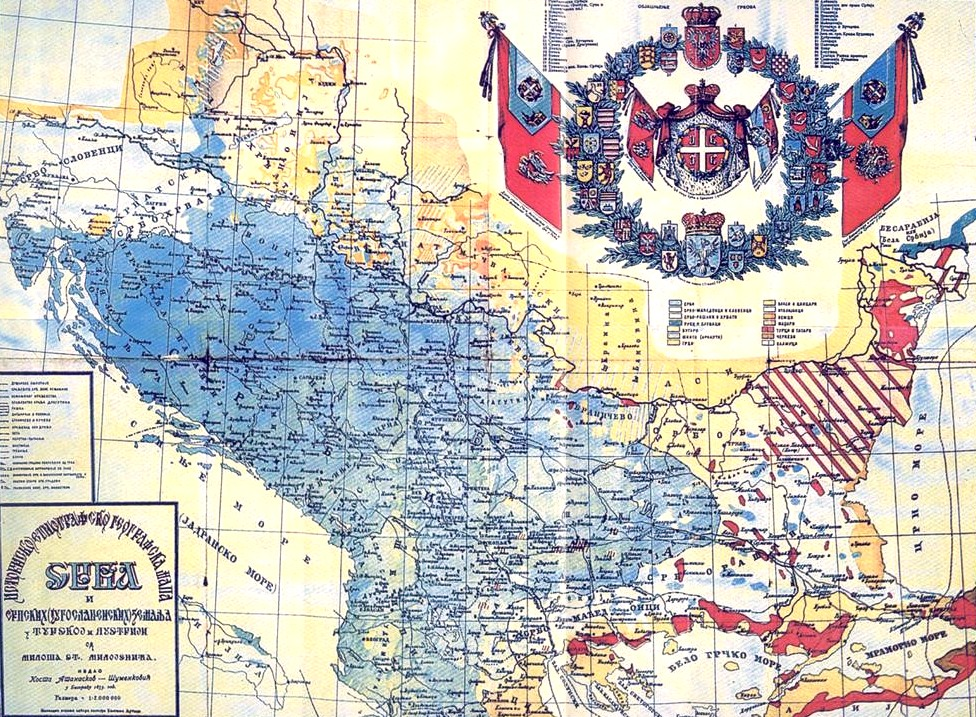
Проект Великої Сербії Мілоша Мілоєвича 1874 року. На карті як серби позначені не лише боснійці та хорвати, а навіть словенці, македонці та болгари

По завершенню Першої світової війни внаслідок розпаду Австро-Угорської імперії Словенія та Хорватія увійшли до складу Королівства сербів, хорватів і словенців, яке згодом було перейменоване у Королівство Югославія, де панівною нацією були серби, а решті народів відводилась роль пригнобленої меншості. Ці території фактично стали винагородою сербам за участь у Першій світовій війні. Незважаючи на набагато вищий економічний розвиток Словенії і Хорватії, вся повнота влади належала лише представникам сербської еліти. Вперше за тисячолітню історію був розпущений хорватський парламент (який не працював з 1920 по 1939 рр.), а адміністративний поділ держави на бановини був сформований таким чином, аби забезпечити повне домінування сербів: зокрема територія з хорватським населенням була поділена одразу на декілька бановин; території населені іншими не сербськими народами об'єднувались у бановини з територіями населеними сербами для того, аби серби складали там більшість або значну меншість. В цьому югославська держава була аналогом СРСР, де формальна рівноправність народів була засобом збереження панування однієї нації (росіян в Радянському Союзі та сербів в Югославії), яка здійснювала ультранаціоналістичну та шовіністичну політику і пригноблювала решту народів держави. В Югославії протягом майже всього XX століття деякі народи позбавлялись права на власну рідну мову. Зокрема стверджувалось, що не існує окремих хорватської, боснійської та чорногорської мов, що майже всі південнослов'янські народи розмовляють сербською (сербо-хорватською) а хорватська, боснійська та чорногорська просто є її діалектами (подібні твердження існують в Сербії і досі). Посилення національного гноблення народів викликало активний рух спротиву та загострило ситуацію в країні. 20 червня 1928 року сербами був вбитий лідер хорватського національно-визвольного руху Степан Радич, якого вбили прямо в залі югославського парламенту. У відповідь на заворушення в країні король Александр І Карагеоргієвич лише посилив гніт. У 1934 році хорватами і македонцями в Марселі був убитий вже Александр І Карагеоргієвич. Об'єднання у 1939 році хорватських земель в єдину бановину та надання їй автономії вже не могло врятувати ситуацію.

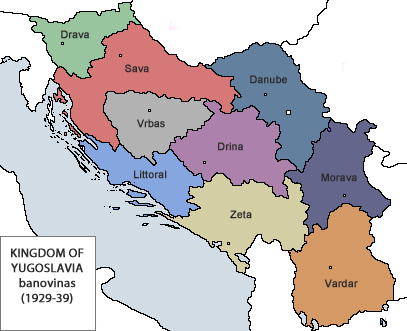
Адміністративний поділ Королівства Югославія у 1920 р. покликаний забезпечити домінування сербів в державі

Під час Другої світової війни німецькі нацисти прагнули використати хорватське бажання помсти і відплати за національне гноблення сербам, створивши Незалежну Державу Хорватія під керівництвом уряду усташів не лише на хорватській етнічній території. Однак по завершенню війни в новоствореній Йосипом Тіто комуністичний Югославії час мститися настав уже для сербів, які бездоказово і безпідставно звинувачуючи усташів у злочинах нацизму масово їх знищували. Також під приводом боротьби з тими, хто співпрацював з німецькими фашистами розпочалася розправа з хорватською інтелігенцією та інтелігенцією інших не сербських народів Югославії, внаслідок чого було знищено величезну кількість невинних людей. Сьогодні в Хорватії громадськість вимагає визнати знищення усташів та пов'язаного з цим терору злочином проти людства, покарати винних в ньому і засудити постать Тіто.
В післявоєнний період югославська влада активно заохочувала заселення сербами Хорватії, Боснії та Герцеговини та інших регіонів, де серби не становили більшість (зокрема Косова) за рахунок різноманітних пільг, привілей та кращих умов оплати праці за межами власне Сербської союзної республіки.
У 80-х роках після смерті Тіто в Югославії настала економічна та моральна криза, що зрештою призвело до появи вкрай негативних явищ у суспільній свідомості. Зокрема сербська інтелігенція (більша частина якої сповідувала радикальні ультранаціоналістичні погляди) вирішила, що настав час для вирішального наступу на права не сербської меншості. Екстремістські настрої були виражені у Меморандумі сербської академії наук і мистецтв який оцінюють як такий, що містить фашистські заяви і заклики, серед яких заклики до перетворення Югославії з федеративної на сербську національну державу, а також заклики до геноциду певних етносів, зокрема заклик до «деалбанізації» Косова. Вважається, що саме цей Меморандум, який був оприлюднений в белградській газеті «Вечірні новини» у 1986 році, зробив ключовий внесок у розпад Югославії та початок Югославських воєн. За іронією долі, попри те, що майже всі сербські політичні лідери засудили Меморандум, їхні подальші дії були фактично впровадженням основних його положень на практиці.
В останні роки існування Югославії відносини між союзними республіками погіршились. Економічно розвинені Словенія та Хорватія виступали за розширення своїх автономій, натомість Сербія за більш унітарну державу. Усвідомивши, що згоди не дійти, Словенія та Хорватія розпочали дії, спрямовані на здобуття незалежності. На 14-му з'їзді компартії Югославії словенська та хорватська делегації залишили з'їзд на знак протесту. 23 грудня 1990, Словенія провела референдум про незалежність, на якому за підтримку незалежності проголосувало 96 % виборців. Після цього Белград заявив про наміри ліквідувати Республіканські територіальні сили оборони, запровадивши централізовану систему оборони. За цим послідувало проголошення Словенією незалежності у червні 1991 року і початок війни.

## Війни під час розпаду Югославії

### Війна Словенії за незалежність
Оголосивши державну незалежність 25 червня 1991 року Словенія очікувала від Белграда спроб вирішення конфлікту військовою силою. 26 червня сили Югославської Народної Армії, дислоковані в хорватській Рієці, дістали наказ висунутись до Словенії та захопити прикордонні пункти пропуску на кордоні з Італією. Станом на 27 червня майже всі головні об'єкти Словенії (практично всі прикордонні пункти пропуску, столиця Словенії Любляна та міжнародний аеропорт в столичному передмісті Брніку) були захоплені югославською армією без опору та жодного пострілу. Однак рішучість словенського керівництва на чолі з президентом Міланом Кучаном, яке вирішило чинити збройний опір, відіграла вирішальну роль. Таємно розбудовуючи власні збройні сили напередодні війни, словенці використали переважно гірський ландшафт країни для успішного ведення спочатку партизанської, а згодом і відкритої війни, і в ході бойових дій, що місцями переросли в жорстокі бої (особливо в містечку Горня Радгона), зуміли завдати армії Югославії вирішальної поразки, заподіявши своєму супротивнику значних втрат — 44 убитих, 146 поранених та 4.944 полонених. Натомість словенці зазнали втрат у 19 осіб убитими (з яких 9 військових, а решта цивільні особи) та 182 пораненими. Зазнавши поразки і не маючи можливості продовжувати бойові дії, Югославський уряд пішов на укладання Бріонського мирного договору 7 липня 1991 року, за яким Югославська Народна Армія припиняла ведення бойових дій на території Словенії; натомість Словенія та Хорватія на три місяці відкладали проголошення незалежності.

### Війна Хорватії за незалежність

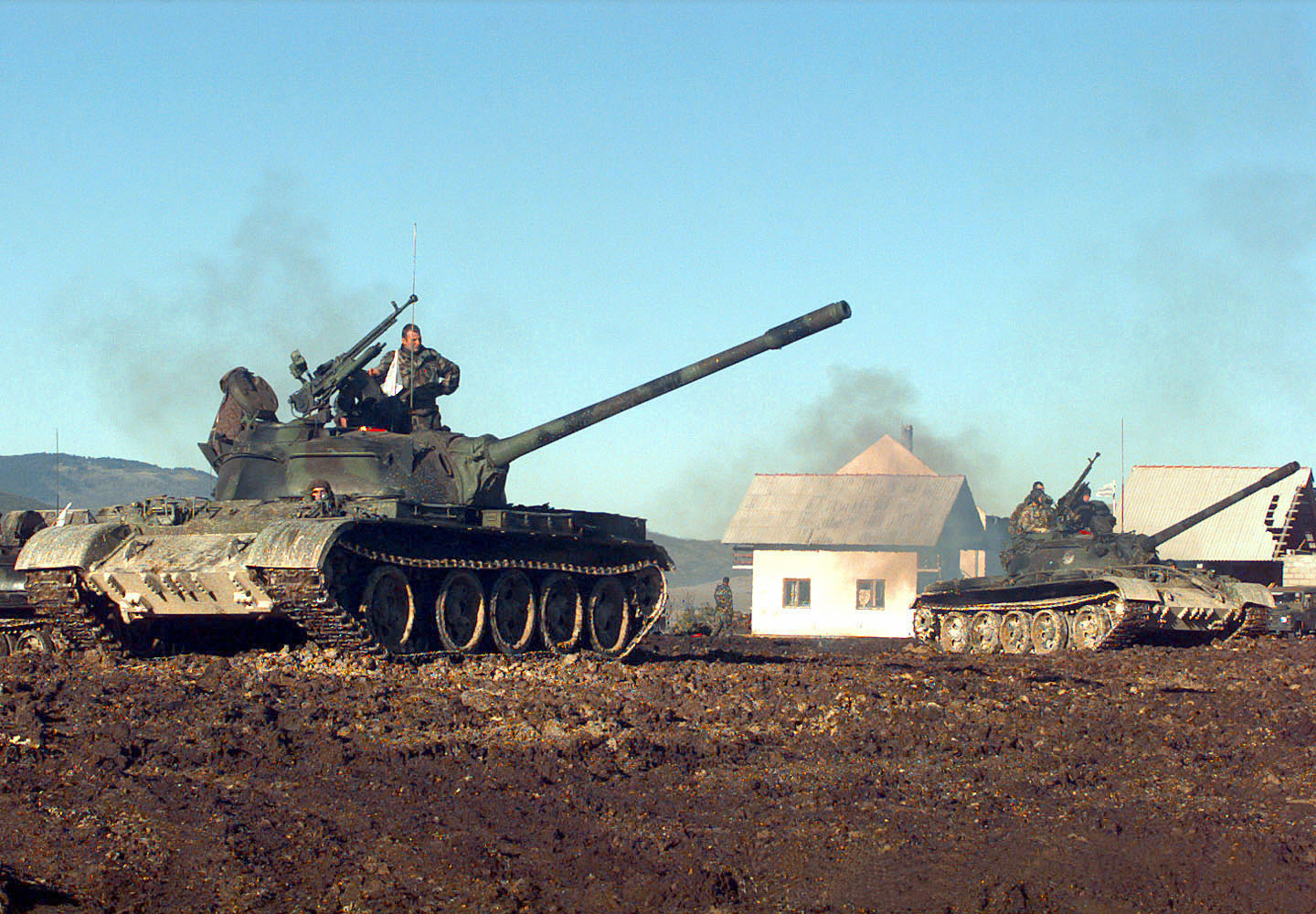
Хорватські танки в бою

22 грудня 1990 року парламент Хорватії ратифікував нову Конституцію (в якій закладались основи майбутньої незалежної Хорватії), проти якої одразу виступили серби, що становили 12 % населення Хорватії (хорвати натомість 78 %). У квітні 1991 року серби проголосили створення Республіки Сербської Країни (яка включала чверть хорватської території) та бойкотували хорватський референдум про незалежність, що відбувся 19 травня 1991 року. Це призвело до того, що на референдумі 94 % висловились за незалежність Хорватії. 25 червня 1991 року (в один день зі Словенією) Хорватія оголосила про свою незалежність. Югославська Народна Армія (скорочено ЮНА) на той час становила досить таки потужну силу в Європі і мала на своєму озброєнні 2000 танків та 300 бойових літаків, однак у той самий час мала нестачу сучасного озброєння. До того ж головною проблемою стало масове дезертирство не сербських військовиків, яке значно послаблювало югославську армію. Хорвати натомість мали ще складнішу ситуацію, оскільки лише розпочинали створення власних збройних сил, зіткнувшись з суттєвими ускладненнями на цьому шляху, позаяк на території Югославії тоді діяло ембарго ООН на постачання озброєння. Активні бойові дії розпочалися битвою за Далмацію, що була спробою сербів відрізати південно-східні території Хорватії, які розташовані вздовж морського узбережжя, від решти території країни, однак серби були зупинені хорватськими військовими і не пробились до моря. 25 серпня 1991 року сербські війська обложили прикордонне місто Вуковар. Таким чином розпочалась одна з ключових битв усіх Югославських воєн та одна з найбільших битв XX століття — битва за Вуковар, в ході якої невеликий хорватський гарнізон (близько 2 000), що майже не мав важкого озброєння, майже три місяці тримався в облозі, завдаючи великих втрат значно чисельнішим сербським силам (залежно від фази битви від 30 000 до 80 000 вояків), які мали на озброєнні близько 1 500 танків, майже тисячу одиниць артилерії та багато іншої військової техніки. Успішна оборона Вуковара відіграла ключову роль у подальшому розвитку бойових дій. Змушені зосередити великі військові сили для штурму Вуковара серби втратили нагоду швидкого захоплення Хорватії; натомість хорвати виграли час для розбудови власної регулярної армії. Битва за Вуковар викликала небачений патріотичний підйом в Хорватії та сприяла хорватській загальнонаціональній мобілізації і єднанню. Хорватську війну за незалежність у Хорватії назвали Domovinski rat, що можна перекласти як Вітчизняна війна, а Вуковар називали «Хорватським Сталінградом». Зрештою, взяти місто сербам вдалося, лише майже повністю його зруйнувавши. Після входу до Вуковара серби проводили етнічні чистки та масові вбивства хорватського цивільного населення та поранених військовополонених. Однак натхненні вдалим для себе розвитком бойових дій у Вуковарі та Далмації хорвати продовжили свої військові успіхи — їм вдалося не лише зупинити сербів на майже всіх напрямках, а й розпочати власний контрнаступ. Проте у розпал бойових дій за посередництва міжнародних організацій у січні 1992 року було укладено угоду про припинення вогню.

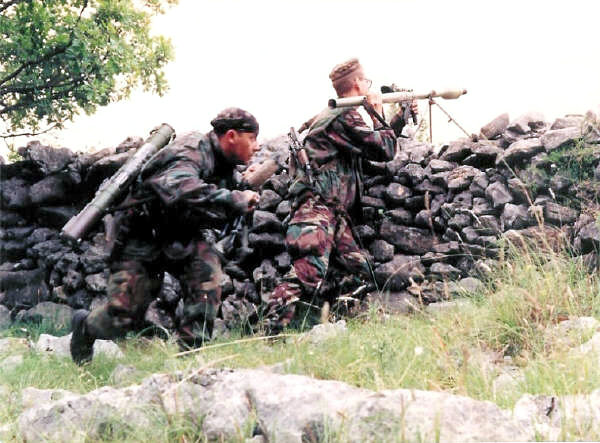
Хорватські солдати готуються обстріляти сербський танк під час Атаки на Мілевицьке Плато 21 червня 1992 року

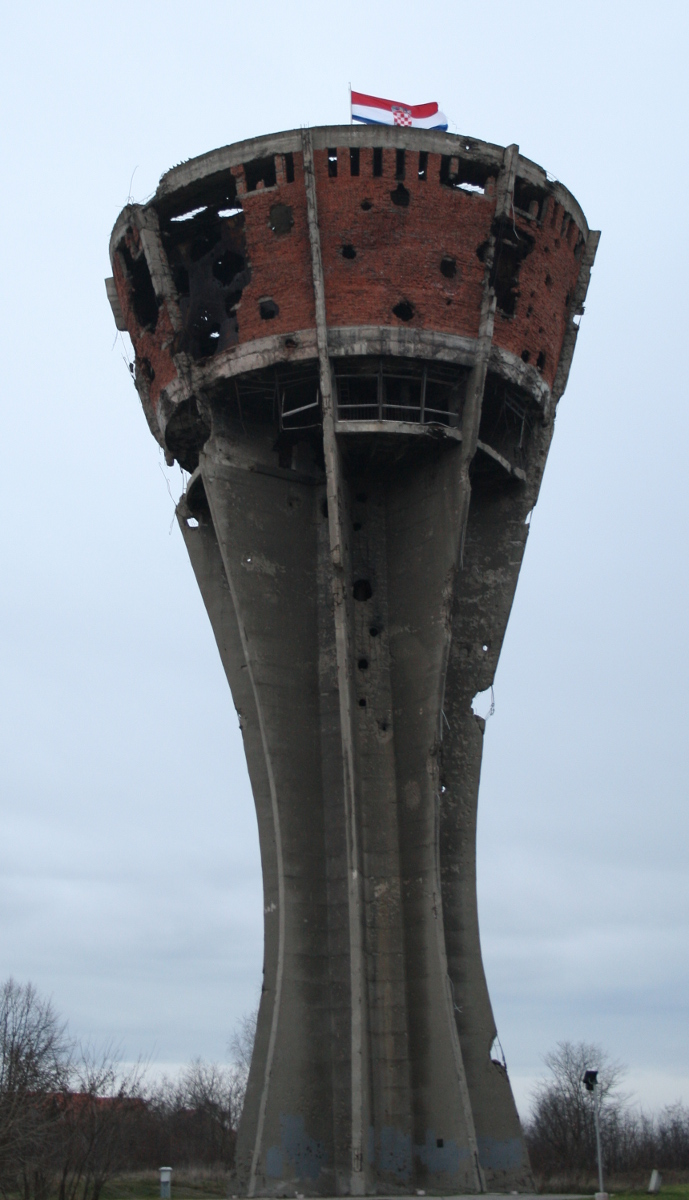
Напівзруйнована водонапірна башта у Вуковарі

Майже повному припиненню бойових дій сприяло також направлення основних сил Югославської армії до Боснії, де військовий конфлікт лише розпочинався. Згодом спорадичні бойові дії часто поновлювались внаслідок частого порушення миру обома сторонами, проте військовою ініціативою вже володіли хорвати, які внаслідок багатьох вдалих битв та військових операцій поступово відновлювали контроль над своєю територією. В цей самий час хорвати неодноразово надавали військову та матеріально-ресурсну допомогу боснійським хорватам та мусульманам (боснійцям) під час Боснійської війни, проте бойові дії в цей період не були тривалими та інтенсивними. Однак у 1995 році війна розгоряється з новою силою: під тиском міжнародного співтовариства Сербська Країна позбавляється підтримки Белграда. На це миттєво відреагували хорвати, які скористались нагодою відновити територіальну цілісність своєї країни: під час операції Блискавка, що розпочалася 1 травня 1995 року, хорватам вдалося миттєво розгромити сербські війська в Західній Славонії та відновити контроль над цією територією. Сербам не допоміг навіть обстріл Загреба та інших мирних хорватських міст, скоєний ними у відчаї. А під час проведення хорватськими військами операції «Буря» (4-7 серпня 1995 року) Республіка Сербська Країна була остаточно ліквідована, а більша її частина взята хорватами під свій контроль. Після підписання Дейтонського миру (14 грудня 1995 року) решта території Хорватії мирно реінтегрувалася до складу держави.
Протягом війни обома сторонами проводились етнічні чистки та масові вбивства цивільного населення. Однак більшість воєнних злочинів було все-таки скоєно сербами. Серед найбільших — масові вбивства сербами мирних хорватів у Далі, Вуковарі, Ловасі, Бачині, Вочині, Церовлянах, Саборському та Шкабрні, а також вбивство хорватами цивільних сербів у Госпичі.
Хронологія основних подій
Події, що відбулися до початку бойових дій
- 13 травня 1990 Матч ненависті — безлад під час футбольного матчу в Загребі між місцевим Динамо та белградською Црвеною Звездою, що був спровокований сербськими футбольними фанатами, яких очолював ультранаціоналіст Желько Ражнатович на прізвисько Аркан, який згодом створив Сербську добровольчу гвардію — одну з найбоєздатніших сербських військових структур, що скоїла безліч воєнних злочинів під час Югославських воєн.
- 1-3 березня 1991 — Битва за Пакрац
- 31 березня 1991 Плитвицький кривавий Великдень: зіткнення між сербами і хорватами на Плитвицьких Озерах в Хорватії внаслідок яких загинуло двоє людей.
- 2 травня 1991 Боровські заворушення зіткнення внаслідок яких загинуло 13 хорватських поліціянтів та 3 сербів.

Події, що відбулися після початку війни
- 25 червня 1991 — Словенія і Хорватія проголосили незалежність від Югославії
- 26 липня 1991 — Кулянська різанина (вбивство цивільних хорватів сербами у селі Куляни)
- 26 липня 1991 — Замочамська різанина (вбивство захоплених хорватських поліціянтів сербами в селі Замочами)
- 26 липня 1991 — різанина в Струзі (вбивство хорватських поліціянтів сербами у селі Струзі)
- липень — грудень 1991 битва за Далмацію
- серпень 1991 — травень 1992 Дальська різанина (вбивство сербами щонайменше 135 мирних хорватських жителів у селищі Даль на сході Хорватії).
- 25 серпня — 19 грудня 1991 Битва за Вуковар
- 8 вересня 1991 Кусонська різанина — (масове вбивство сербами 20 хорватських полонених поліціянтів у с. Кусонє)
- 21 вересня 1991 — різанина в Івановім Селі (масове вбивство сербами 7 цивільних хорватських чехів в Івановім Селі)
- вересень — грудень 1991 — Битва за казарми
- вересень 1991 — битва за Госпич
- жовтень 1991 — травень 1992 — облога Дубровника
- 12 жовтня 1991 — Саборська різанина (масове вбивство сербами 29 цивільних хорватів в селі Саборсько).
- 13 жовтня 1991 —різанина в Широкій Кулі (вбивство 23 цивільних хорватів (і 4 сербів) сербами у селі Широка Кула)
- 16 жовтня 1991 —Буковацька різанина (вбивство 7 цивільних хорватів сербами у селі Буковці)
- 16 — 18 жовтня 1991 — Госпицька різанина (вбивство хорватами щонайменше 100 цивільних сербів у містечку Госпич).
- 21 жовтня 1991 Бачинська різанина — (вбивство сербами 110 цивільних хорватів у селах Бачина та Церовляни)
- 29 жовтня 1991 — 3 січня 1992 — Операція Оркан '91
- 31 жовтня — 4 листопада 1991 — Операція Откос 10
- 10 листопада 1991 — Ловаська різанина (вбивство 75 цивільних хорватів сербами у селі Ловас)
- 18 листопада 1991 — Шкабрнська різанина (вбивство сербами 86 цивільних хорватів в селищі Шкабрня).
- 18 листопада — 21 листопада 1991 — Вуковарська різанина (масове вбивство сербами хорватського цивільного населення після взяття Вуковара, загалом вбито 255—264 цивільних хорватів).
- 12—13 грудня 1991 — Вочинська різанина (вбивство 47 цивільних хорватів сербами у селі Вочині)
- 15 грудня 1991 — Кострицька різанина (вбивство 16 цивільних хорватів сербами у селі Костричі)
- 16 грудня 1991 — Йошевицька різанина (вбивство 21 цивільних хорватів сербами у селі Йошевиці)
- 21 червня 1992 — Атака на Милевицьке Плато (раптовий наступ хорватських військ на позиції, контрольовані сербами з Сербської Країни, що дало змогу хорватам відновити контроль над територією з площею 90 км²)
- 22 січня — 1 лютого 1993 — Операція «Маслениця»
- 1 травня — 3 травня 1995 — Операція «Блискавка» (раптовий наступ хорватських військ на позиції Сербської Країни у Західній Славонії, блискавичний розгром сербських військ та відновлення хорватського контролю над цією територією)
- 2 — 3 травня 1995 — ракетний обстріл Загреба та інших мирних хорватських міст військами Сербської Країни, які, усвідомлюючи неминучість своєї поразки, у відчаї скоїли цей злочинний акт.
- 4 — 7 серпня 1995 — Операція «Буря» (ліквідація Республіки Сербська Країна)

### Боснійська війна
Станом на 1990 рік населення Боснії та Герцеговини складалось, головним чином, з представників трьох найбільших етнічних груп: боснійців (які становили 43 %), — сербів (31 %), та хорватів (17 %). На початку березня 1991 року хорватські та сербські представники намагалися змовитися з приводу розподілу Боснії та Герцеговини, що, зрештою, привело до виникнення окремих державних утворень на її території: сербської держави — Республіки Сербської та хорватської — Герцег-Босни. 29 лютого і 1 березня 1992 року на референдумі з приводу незалежності Боснії та Герцеговини, який бойкотували боснійські серби, за незалежність висловились 99,43 % населення. Незалежність була проголошена 5 березня 1992 року. Згодом за сприяння міжнародних посередників робилися спроби відвернути конфлікт шляхом розділення країни за етнічною ознакою на три частини, однак ці спроби не мали успіху і вже в березні 1992 року в Східній Боснії розгортаються запеклі бої. 25 вересня 1991 року Рада Безпеки ООН прийняла резолюцію про введення ембарго на постачання зброї усім сторонам конфлікту, що поставило боснійців у вкрай складні умови, позаяк серби взяли під свій контроль майже все озброєння югославської армії, а хорвати ввозили зброю контрабандно, використовуючи свої протяжні морські кордони. Натомість боснійцям, оточеним з усіх боків сербською та хорватською територією, доводилось пристосовувати свою промисловість до військових потреб. Уже на початку війни сербам вдалося захопити близько 60 % території Боснії та Герцеговини. Причиною цьому стало те, що хорвати та боснійці, які могли бути природними союзниками, не лише майже не співпрацювали, а й ставились одне до одного з неприхованою ворожістю, а іноді й вступали у відкриті військові зіткнення. Ключовим епізодом війни став початок облоги Сараєва сербами. Облога столиці країни — Сараєво, населеної переважно боснійськими мусульманами (боснійцями), тривала близько чотирьох років і є найдовшою облогою у сучасній історії та однією з наймасштабніших облог міста у світовій історії загалом. Затятий опір боснійців, які, зрештою, не дозволили сербам здобути свою столицю, довів життєздатність боснійської держави.

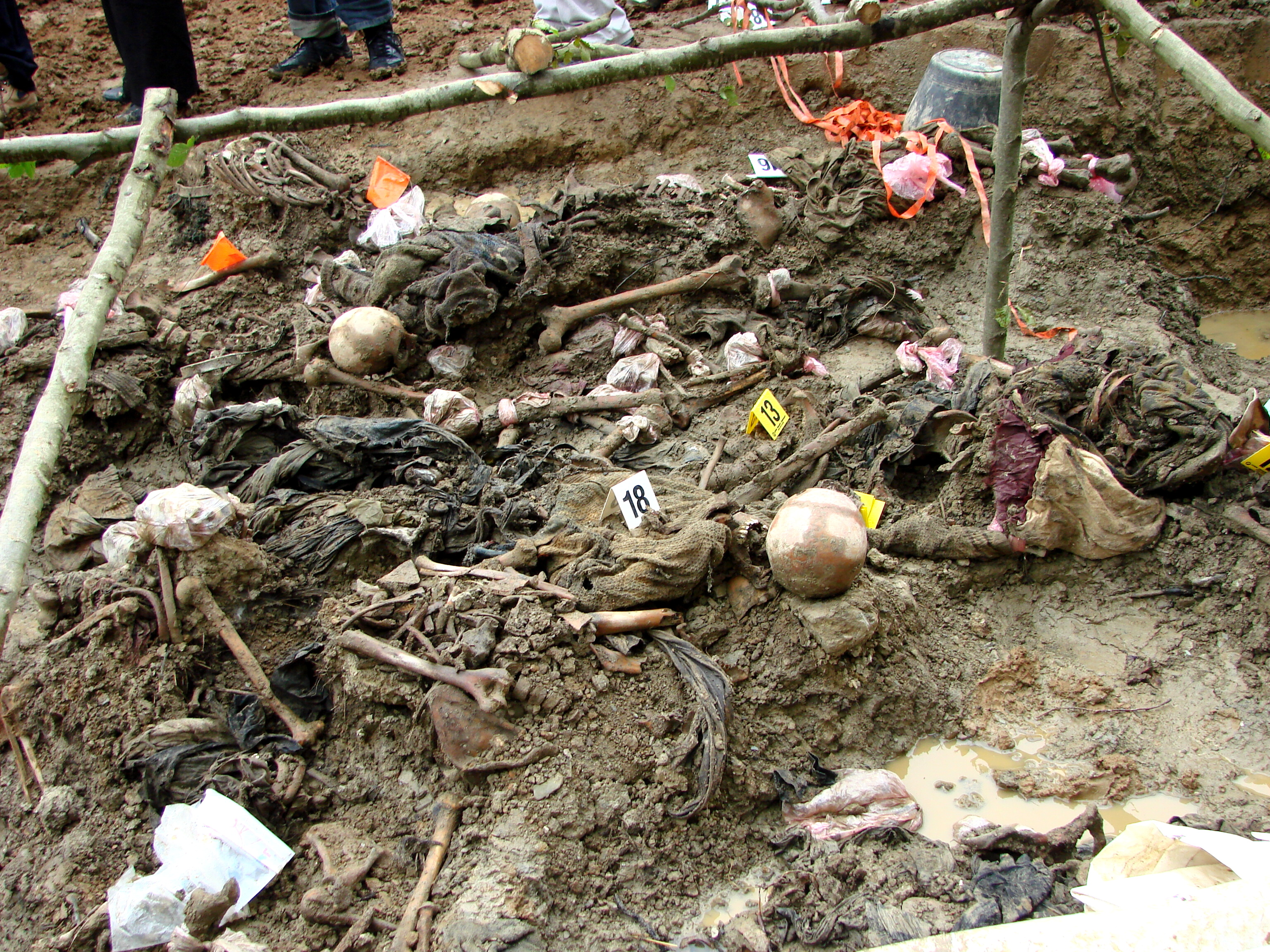
Ексгумовані тіла жертв різанини в Сребрениці

Бойові дії супроводжувались етнічними чистками, воєнними злочинами та масовим вбивством мирного населення. Зокрема, серби на захопленій ними території жорстоко розправлялись з цивільним боснійським та, подеколи, хорватським населенням. Масові вбивства та геноцид боснійців здійснювався сербами у Сребрениці, Прієдорі, Вишеград, Фочі. А також хорватами у Лашванській долині. Внаслідок цих дій загинули десятки тисяч боснійських мирних жителів. Також сербами створювались концентраційні табори, де катувались і вбивались боснійці, при цьому чоловіки і жінки розділялись, і жінок у цих таборах використовували як секс-рабинь для потреб сербських військових. Протягом Боснійської війни щонайменше 20.000 боснійських жінок зазнавали систематичних зґвалтувань з боку сербських солдатів.

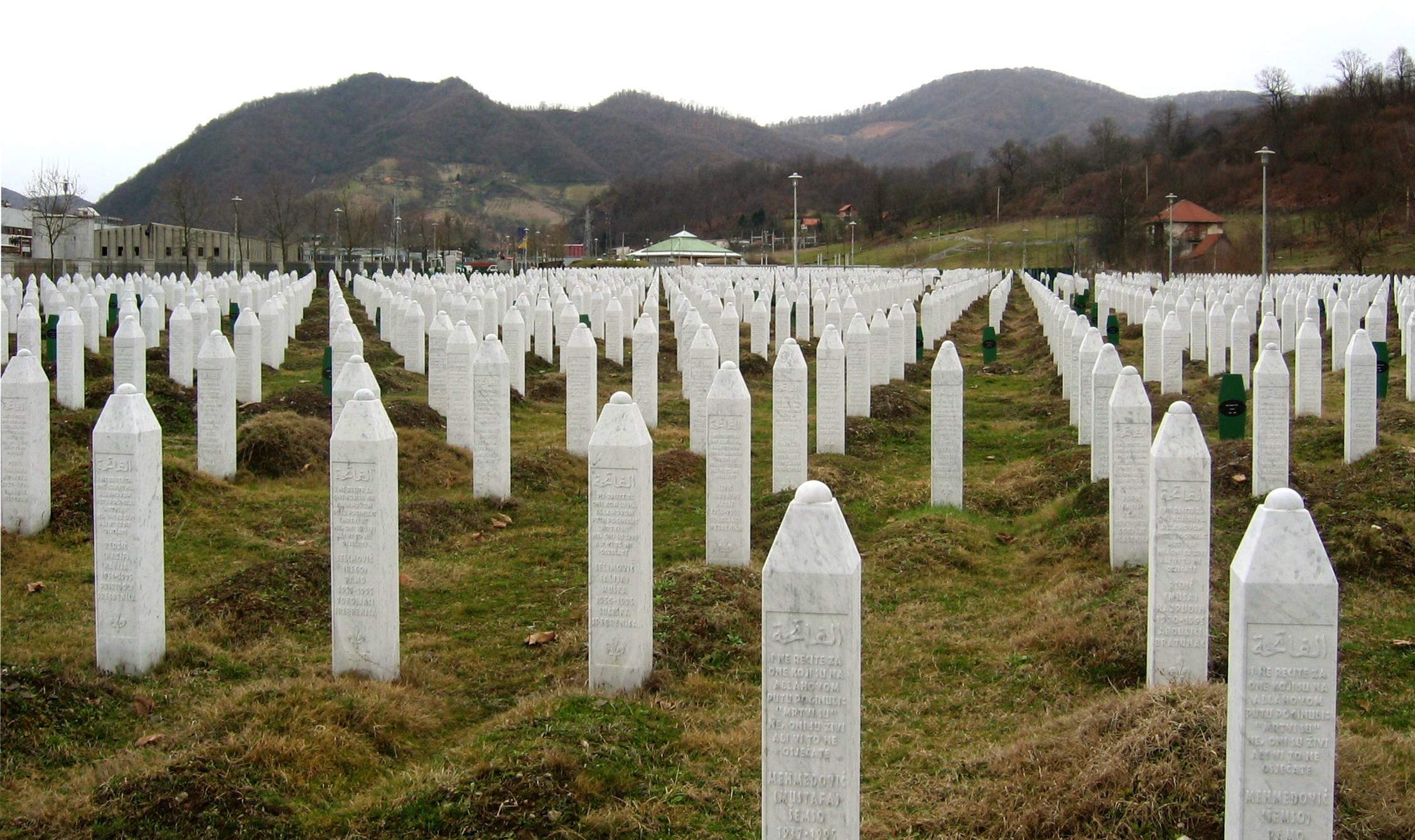
Меморіал жертвам різанини в Сребрениці

Крім сербсько-боснійського та сербсько-хорватського конфліктів у Боснії та Герцеговині у 1993—1994 роках розгорівся повномасштабний хорватсько-боснійський конфлікт в Герцеговині у районах з мішаним хорватсько-боснійським населенням. Зокрема, драматичні події відбувались у містах Новий Травнік (хорватів — 43,12 %, боснійців — 35,89 %) та Горний Вакуф (хорв. назва — Ускоплє; боснійців — 55,84 %, хорватів — 42,51 %). Кульмінацією конфлікту стала битва за Мостар, західну частину якого населяли хорвати (що становили 39,6 % населення міста), а східну — боснійці (36,6 % населення міста). Прагнучи оволодіти східною частиною Мостару, хорватські військові тримали місто в облозі з травня по вересень 1994 року, коли боснійське командування, прагнучи зняти з нього облогу, розпочало битву за Неретву, яка була припинена, а боснійські війська відкликані після скоєння ними воєнних злочинів проти цивільного хорватського населення у селах Грабовіца та Уздол. Хорватсько-боснійський конфлікт був офіційно припинений після підписання низки угод у лютому-березні 1994 року, внаслідок яких хорватські та боснійські території в Боснії та Герцеговині були об'єднані у федерацію Боснії та Герцеговини і кількість воюючих сторін у Боснійській війні скоротилась до двох.
У Західній Боснії, в боснійському анклаві, відрізаному від решти етнічної боснійської території Республікою Сербською, певний час існувала також Автономна Область Західна Боснія — маріонеткова мусульманська держава, контрольована сербами. Автономна Область Західна Боснія була взята під контроль боснійською владою у серпні 1995 року.
У 1995 році бойові дії велись протягом більшої частини року. Відповідно до хорватсько-боснійських домовленостей, Хорватія провела операцію Літо в Західній Боснії та операцію Буря щодо захоплення Сербської Країни в Хорватії. Після цього ініціативою у війні заволодів хорватсько-боснійський альянс, який, провівши операції Містраль та Сана, відвоював у сербів більшу частину Західної Боснії і став загрожувати столиці боснійських сербів — місту Баня-Лука. Серби відповіли терористичними методами ведення боротьби: зокрема сербські військові вже вдруге обстріляли ринок Маркале в Сараєво (за зразком обстрілу мирного Загреба). У відповідь на цей та інші злочини сербів була проведена операція НАТО в Боснії та Герцеговині, в ході якої були завдані авіаудари по позиціях боснійських сербів. Попри малу військову ефективність операції вона здійснила суттєвий психологічний вплив на сербів.

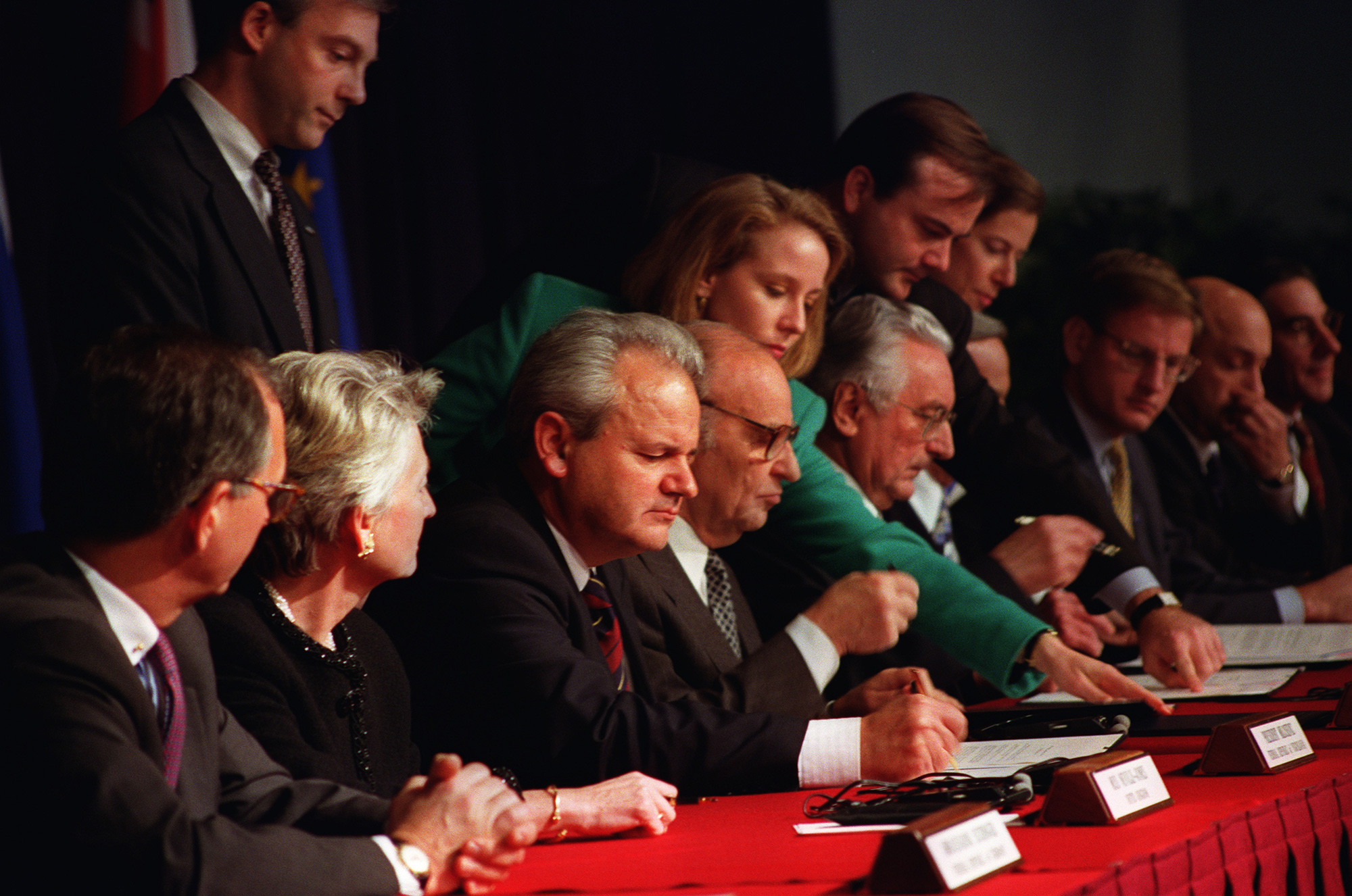
Укладання Дейтонської мирної угоди. В центрі сидять зліва направо — Слободан Милошевич, Алія Ізетбегович, Франьо Туджман

На цьому етапі, під тиском міжнародного співтовариства, Слободан Милошевич, Франьо Туджман та Алія Ізетбегович сіли за стіл переговорів і 21 листопада 1995 року підписали Дейтонську мирну угоду.
Внаслідок Боснійської війни загинуло близько 100.000 тисяч людей. Серед них боснійців — 66 %, сербів — 25 %, хорватів — 8 %. Однак 83 % жертв серед цивільного населення були боснійцями, 10 % — сербами, та 5 % хорватами. Близько 30 % жертв серед мирного боснійського населення були жінки та діти[джерело?]. Близько 90 % всіх військових злочинів було скоєно сербами .
Хронологія основних подій
- 5 квітня 1992 — 29 лютого 1996 Облога Сараєва
- весна 1992 Вишеградський геноцид вбивство сербами близько 3.000 боснійців у місті Вишеграді у східній частині Боснії та Герцеговини
- 1992 Прієдорський геноцид вбивство сербами близько 5.200 боснійців та хорватів у місті Прієдор та близько 14.000 в околицях міста
- 1992—1993 Різанина в Лашванській долині вбивство хорватами близько 2.000 мирних боснійців
- травень — вересень 1994 Битва за Мостар
- вересень 1994 Битва за Неретву
- 2 червня 1994 — 24 серпня 1994 Операція Тигр
- липень 1995 Різанина в Сребрениці — найбільший воєнний злочин Югославських воєн, полягав у вбивстві сербами щонайменше 8.000 цивільних боснійців
- 5 лютого 1994 та 28 серпня 1995 Обстріли Маркале — два мінометні обстріли ринку Маркале в Сараєво, здійснені сербами, внаслідок чого загинули під час першого обстрілу — 68 осіб та 144 було поранено, під час другого — 37 загинуло та 90 було поранено. Цей воєнний злочин став підставою для проведення Операції НАТО в Боснії та Герцеговині (1995)
- 25 липня — 30 липня 1995 Операція Літо
- 8 вересня — 15 вересня 1995 Операція Містраль
- 10 жовтня — 30 жовтня 1995 Операція Сана
- 14 грудня 1995 Дейтонський мир

## Конфлікти в регіонах населених албанцями

### Війна в Косові
Напруженість між албанцями, що становлять більшість населення у Косові, та сербами існувала протягом всього XX століття і, нерідко, переростала у великі спалахи насильства, масові заворушення та збройні зіткнення. В 1990 році була скасована автономія Косова, заборонені ЗМІ албанською мовою, обмежено використання албанської мови в Косові. Лідер косівських албанців письменник Ібрагім Ругова закликав до мирних засобів боротьби — ухилення від призову в армію, несплати податків тощо. 1 вересня 1991 року партія яку очолював Ругова провела референдум у Косові з приводу незалежності краю. На референдумі на підтримку незалежності висловились 98 %. У травні 1992 року на ще одному референдумі Ібрагіма Ругову було обрано президентом Косова. Сербський уряд не визнав обох референдумів. Політика пасивного опору Ругови призвела до того, що в Косові вдалося уникнути воєнних дій в той час, як війна розпочалась у Словенії, а згодом і у Хорватії. Однак посилення сербських репресій збільшило кількість албанців, які вважали, що боротьбу необхідно вести лише збройними методами. Армія визволення Косова, що розпочала свою активну діяльність в першій половині 1996 року у 1998 році перейшла до ведення активних бойових дій і швидко перетворилась на високоорганізовану та боєздатну військову силу. На початку літа 1998 року АВК мала у своєму складі вже 25.000 бійців та контролювала 40 % території Косова. Албанські повстанці навіть спробували у червні захопити вугільну шахту в місті Белачеваці (за 15 км від столиці Косова — Приштини), яка забезпечувала вугіллям електростанцію, що розташована неподалік. Натомість серби відповідали посиленням терору проти мирного албанського населення, ними проводились етнічні чистки та масові вбивства мирних албанців, найбільшими та найвідомішими з яких були вбивства у Горнє Обринє, Ораховаці та Рачаку. Останнє стало головною причиною проведення операції НАТО в Югославії 1999 внаслідок якої Косово було взято під міжнародний контроль і зрештою стало незалежною державою 17 лютого 2008 року.
Хронологія основних подій
- 30 червня 1998 Битва за Белачевацьку шахту
- 15 січня 1999 Рачацька різанина масове вбивство сербами цивільних косовських албанців у селищі Рачак. Стало однією з причин Операції НАТО в Югославії 1999
- 9 квітня — 10 червня 1999 Кошарамська битва

### Конфлікт в Південній Сербії
Після завершення війни в Косові на півдні Сербії, в районах що були населені албанцями, але не входили до складу Косова, відбувся новий конфлікт між сербськими військовими та албанськими повстанцями, які були представлені Армією визволення Прешева, Медведжу та Буяноваца, що була створена з метою приєднання албанських етнічних районів до майбутнього незалежного Косова. Конфлікт завершився перемогою сербів, які розгромили малочисельних та поганоозброєних албанських вояків. Важливою стала також позиція міжнародного співтовариства, яке визнавало приналежність цих територій до Сербії, що розв'язало руки сербам у боротьбі з албанськими повстанцями.

### Конфлікт в Македонії
Починаючи з 2001 року в північно-західних районах Македонії, які розташовані вздовж кордону з Косовом і населені етнічними албанцями, відбувався збройний конфлікт між македонським урядом та албанською військовою структурою — Армією національного визволення. В ході конфлікту особливо жорстокі бої розгорілись під час битви за Тетово. За сприяння міжнародних посередників бойові дії були припинені та 13 серпня 2001 року відбулось укладання Охридської угоди, згідно з якою албанські повстанці складали зброю, визнавали територіальну цілісність Македонії та належність районів з албанським населенням до македонської держави. У відповідь на це Північна Македонія децентралізовувалась, у державі забезпечувались національні та культурні права албанської меншості.

## Українські миротворці в Югославії
У період з 1992 по 1995 рік у миротворчих операціях на Балканах брали участь 240-й та 60-й окремі спеціальні батальйони, 40-а оперативна група штабних офіцерів, підрозділ військової поліції, група військових спостерігачів та 15-й окремий вертолітний загін. Український національний контингент забезпечував проведення конвоїв з вантажами гуманітарної допомоги місцевому населенню, сприяв припиненню бойових дій та нормалізації ситуації, здійснював патрулювання в зонах відповідальності. Загалом за цей період у складі миротворчої місії ООН у Югославії (UNPROFOR) пройшли службу майже 6,5 тисяч українських військових.
З 1995 по 1999 рік 240-й окремий спеціальний батальйон чисельністю 400 військовослужбовців виконував завдання на території Боснії та Герцеговини у складі Сил Виконання Угоди (IFOR) та Сил Стабілізації (SFOR) під егідою НАТО. Під час перебування в Боснії і Герцеговині українські миротворці, окрім виконання безпосередніх завдань, брали участь у відбудові, реконструкції та відновленні лікарень та шкіл, ремонті доріг, ліній електромереж, роздачі їжі сиротам та дітям, наданні медичної допомоги місцевому населенню тощо. За чотири роки близько 2800 військовослужбовців Збройних Сил України взяли участь у зазначеній Місії.
Українські миротворці також брали участь в миротворчій місії в Косові у складі сил КФОР, в спільному українсько-польському батальйоні.
Загалом в миротворчих місіях в Югославії взяли участь близько 14.000 українських військовослужбовців, 21 з яких загинули.